# Franco Cortinovis
Franco Cortinovis (Milà, 24 de març de 1945) és un ciclista italià, que fou professional entre 1969 i 1971. En el seu palmarès destaca una victòria d'etapa al Giro d'Itàlia de 1969.

## Palmarès
- 1968
  -  Campió d'Itàlia en ruta amateur
  - 1r a la Coppa San Geo
- 1969
  - Vencedor d'una etapa al Giro d'Itàlia

### Resultats al Giro d'Itàlia
- 1969. Abandona. Vencedor d'una etapa